# Kostel svatého Jana Nepomuckého (Karlovice)
Kostel svatého Jana Nepomuckého v obci Karlovice (okres Bruntál) je filiální kostel postavený v letech 1777–1779 a kulturní památka České republiky.

## Historie
První zmínky z roku 1558 se vztahují na osadu Hütten (Hutě), na jejímž místě v 18. století vznikla osada Karlovice. Na místě dřevěné kaple z roku 1725 byl na žádost kaplana Antona Greipela postaven v letech 1777–1779 zděný kostel zasvěcený sv. Janu Nepomuckému.
Kostel se nachází v mírném svahu nad obcí a je obklopen hřbitovem, který byl založen v roce 1700. Kostel patří pod Děkanát Bruntál.
Kolem kostela vede naučná stezka Historií a přírodou Karlovic, cyklotrasa 6070 a zelená turistická trasa.

## Popis
Jednolodní orientovaná barokní stavba s odsazeným kněžištěm a sakristií na jihozápadní straně. Hranolová věž rizalitově vystupuje z průčelí s cibulovitou bání s lucernou. Střecha lodi sedlová se sanktusníkem. V boční fasádě prolomena obdélníková okna. Ve věži jsou zavěšeny dva zvony, třetí zvon je v sanktusníku.
V roce 2008 byla poskytnuta dotace z Programu obnovy kulturních památek a památkově chráněných nemovitostí Moravskoslezského kraje na rok 2008 ve výši 258 400 Kč na obnovu střešního pláště.
Původně byl součástí památkově chráněného areálu kostela sv. Jana Nepomuckého také dvojkřídlý barokní dům, který stojí na svahu poblíž této církevní památky. Od roku 1998 je uvedený dům čp. 280 na Ústředním seznamu kulturních památek ČR zapsán samostatně pod číslem 13941/8-115. Tato barokní stavba je zároveň vedena na seznamu ohrožených nemovitých památek, neboť dlouhodobě není udržována a hrozí ji úplná devastace.

### Interier
Kněžiště odděleno od lodi vítězným obloukem. Hlavní oltář je zdoben obrazem sv. Jana s křížem. Jeden z bočních oltářů je zdoben obrazem svaté Trojice. Tyto obrazy a křížovou cestu vytvořil v roce 1779 vídeňský dvorní malíř Johann Franz Greipel (1720–1798), rodák z Horního Benešova. Boční oltář má po bocích soch Jana Evangelisty a Jana Křtitele, druhý oltář zdobí obraz sv. Antonína od neznámého malíře.
Na kruchtě jsou funkční varhany z roku 1895, které vyrobila firma Rieger z Krnova.